# MAKS (avión espacial)

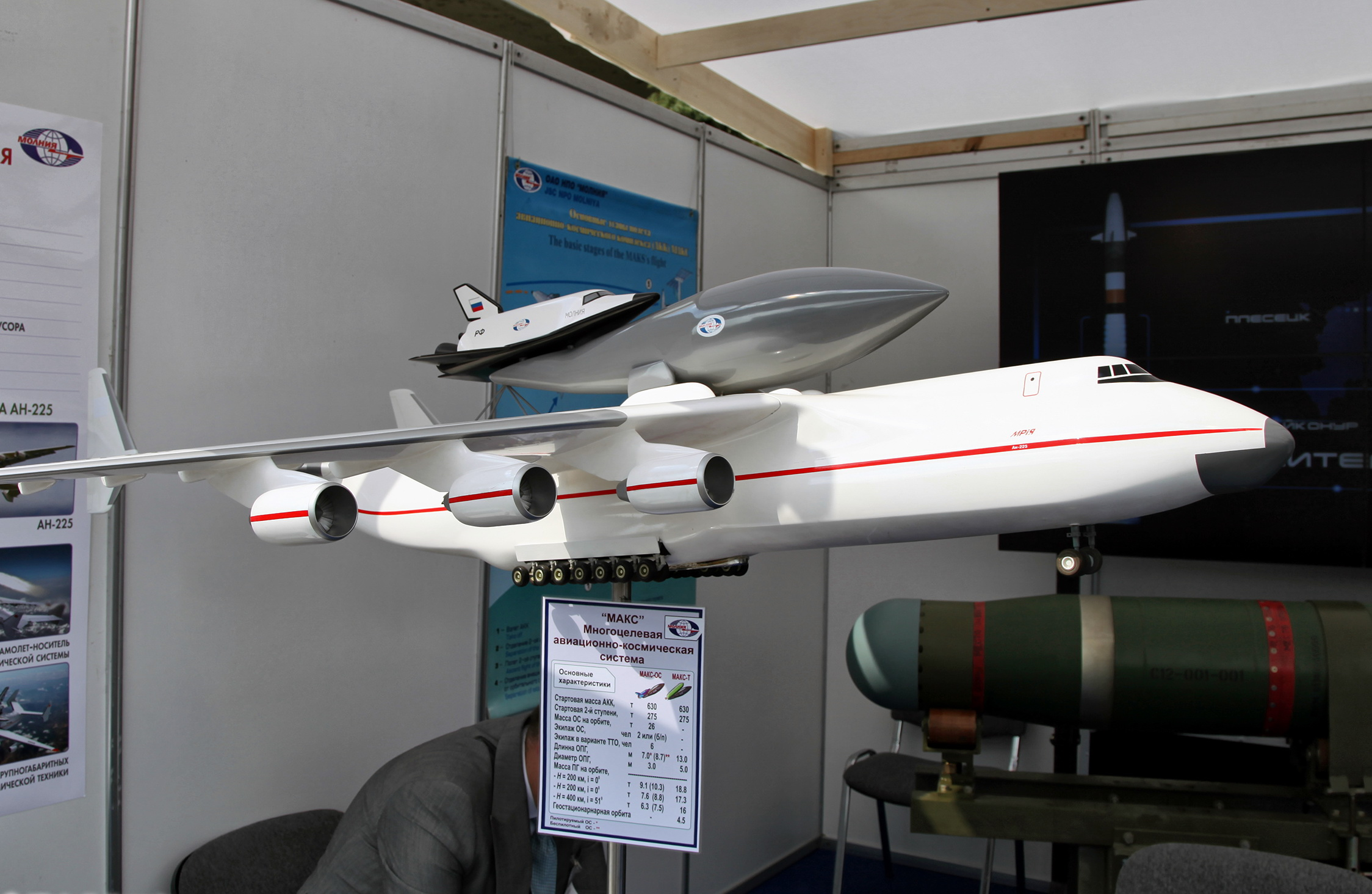
Maqueta del Antonov An-225 transportando el MAKS

MAKS fue un estudio sobre un avión espacial soviético realizado por Molniya. El diseño se completó en 1988 y fue autorizado, pero se canceló en 1991, cuando ya existía una maqueta del avión espacial y del tanque externo que debía propulsarlo. También llegó a probarse un motor experimental de 19 inyectores y 88 kN de fuerza en más de 50 igniciones. Se calculó que MAKS reduciría el coste del acceso al espacio por un factor de 10, por lo que se consideró que acabarían llegando fondos para realizar el proyecto durante los años 1990, pero esto nunca llegó a ocurrir.
En el periodo entre 1976 y 1981 se consideró que un avión espacial más pequeño que el transbordador Buran (entonces en desarrollo) tendría varias ventajas sobre este, como mayor flexibilidad, una mayor diversidad de órbitas alcanzables...
MAKS era superior a anteriores diseños de aviones espaciales, como el Sistema 49 y Bizan:
- habría alcanzado órbita con una sola etapa, por lo que no estaría restringido por la necesidad de elegir trayectorias en las que la caída de etapas adicionales fuese un problema.
- todos los motores de MAKS serían reutilizables, tan sólo el tanque de propelente sería desechable.
- habría podido usarse un Antonov An-225 para portar el avión espacial y lanzarlo desde el aire.

En el diseño original la nave habría usado tres motores NK-45 alimentados por LOX y LH2 y con 90 toneladas de empuje cada uno. La nave habría tenido 250 toneladas de masa al despegue, con 7 toneladas de carga útil. El diseño fue mejorado con la introducción del motor tripopelente RD-701, que habría usado propelentes de mayor densidad, permitiendo aumentar la carga útil a 8,4 toneladas.
Hubo diferentes diseños para la disposición de los tanques de propelente. Llegó a considerarse el disponer el avión espacial bajo el Antonov 225 en lugar de en su parte superior, pero esto habría implicado un rediseño del Antonov. Finalmente quedaron dos diseños posibles:
- un diseño un tanto inestable, con las alas del MAKS forzando al avión a cabecear a 45 grados nada más soltarse del Antonov 225.
- el uso de tres tanques cilíndricos dispuestos bajo el MAKS.

Esta última versión fue favorecida, aunque con reservas.
La disposición final era compleja, con el vector de empuje apuntando por debajo del eje del tanque desechable. Con esta solución se tenía la menor masa, se aumentaba la variedad de situaciones en la que era posible abortar el vuelo, producía el mejor modo de separación del avión espacial y el tanque y dejaba más campo libre para el uso de los asientos eyectables de la tripulación en caso de necesitarlos.

## Elementos del MAKS
- Antonov 225: inicialmente diseñado para transportar al transbordador Buran, portaría al MAKS, de 275 toneladas de peso, en su parte superior hasta la altura y velocidad de lanzamiento. La maniobra óptima para el lanzamiento consistiría en elevarse hasta 7,8 km y luego hacer un descenso rápido hasta 6,8 km sobre 7 km de distancia, para elevarse de nuevo hasta 8,6 km de altura, donde se liberaría al MAKS a 900 km/h. Después de la liberación el Antonov llegaría a 8,8 km de altura y se nivelaría a 8,2 km en una distancia de 20 km desde el punto de inicio de la maniobra.

- Tanque externo: llevaría oxígeno e hidrógeno líquidos y queroseno. Tendría 6,38 metros de diámetro y 32,1 metros de largo, con una masa total de 248.000 kg y una masa vacío de 11.000 kg.

- Orbitador MAKS: el avión espacial en sí, diseñado para 100 usos. Utilizaría sistemas basados en los desarrollados para el Buran. Pesaría 18.400 kg vacío, tendría una envergadura de 12,5 m y una longitud de 19,3 m. La versión no tripulada podría llevar 9,5 toneladas a órbita baja (200 km de altura y 51 grados de inclinación orbital) en una bodega de carga de 2,8 metros de diámetro y 8,7 metros de largo. La versión tripulada podría llevar dos personas a bordo y una carga de 8,3 toneladas en una bodega de 2,8 x 6,8 metros a la misma órbita. Los motores RD-701 estaban diseñados para 15 usos y en el despegue utilizaban oxígeno líquido y queroseno, para más tarde empezar a quemar hidrógeno líquido en lugar del queroseno.

## Especificaciones
- Carga útil: 6600 kg a LEO (400 km de altura y 90 grados de inclinación orbital); 9500 kg a LEO (200 km de altura y 51 grados de inclinación orbital, en la versión no tripulada).
- Empuje en despegue: 3900 kN
- Masa total: 275.000 kg
- Diámetro: 6,38 m
- Longitud total: 39 m